# Любомир Кабакчиев
Любомир Петков Кабакчиев е български актьор и театрален режисьор, председател на Съюза на артистите в България от 1970 до 1986 година.

## Биография
Започва кариерата си като ученик, любител на сцената на Народно читалище „Искра“ в Казанлък.
Завършва право в СУ „Св. Климент Охридски“ (1946 – 1950) и актьорско майсторство във ВИТИЗ „Кръстьо Сарафов“ (1949 – 1953).

### Кариера
След завършване на висшето си образование играе в Националния академичен театър „Иван Вазов“. Дебютира в ролите на Балтазар и Парис („Ромео и Жулиета" – У Шекспир) в Народен театър „Иван Вазов“ (1954), където работи през (1953 – 1986).
Освен на театрална сцена, започва да се снима в киното и да играе в театрални постановки. Любомир Кабакчиев дебютира в киното с филма „Утро над родината“ през 1951 г., който е на бригадирска тематика. Той също така се занимава и с преподавателска работа. На 24 януари 1969 година е обявен за „Почетен гражданин на Стара Загора“. Член е на Националния съвет на ОФ. От 1971 до 1981 г. е кандидат-член на ЦК на БКП, а от 1981 до 1986 г. е член на ЦК на БКП.
Преподавател във ВИТИЗ „Кръстьо Сарафов“ (1960 – 1986), асистент (1960), доцент, професор (1985). Преподавател е по актьорско майсторство във ВИТИЗ, доц. (1971 – 1986).

### Други дейности
Член на СБФД, член на ЦК на БКП от 1981 г., член на „Международния театрален институт“, Член на „ФИА“. Носител на много държавни отличия, народен артист. През 1969 г. е направен почетен гражданин на Стара Загора. В знак на признателност за качествата на актьора, Казанлъшкият драматичен театър (основан 1998 г.) е наименуван на негово име, както и улицата, която води към тракийската гробница.

## Театрални роли
- Балтазар и Парис в „Ромео и Жулиета“ (Уилям Шекспир)
- Христофоров във „В полите на Витоша“ (Пейо Яворов)
- Дорн в „Чайка“ (Антон Чехов)
- маркиз Поза в „Дон Карлос“ (Фридрих Шилер)
- Мелузов в „Таланти и поклонници“ (А. Н. Островски)
- Сергей Чагин в „Майка на своите деца“ (А. Н. Афиногенов)
- Тезей в „Сън в лятна нощ“ (Уилям Шекспир)
- Кларънс в „Ричард III“ (Уилям Шекспир)
- Швайцерказ в „Майка Кураж и нейните деца“ (Бертолд Брехт)
- Федя Протасов в „Живият труп“ (Лев Толстой)
- Отец Йеротей в „Под игото“ (Иван Вазов)
- Владиков в „Хъшове“ (Иван Вазов)
- Лорд Дарлингтън във „Ветрилото на лейди Уиндърмиър“ (Оскар Уайлд)
- Иван Карамазов в „Братя Карамазови“ (Фьодор Достоевски)
- Уолтър Франц в „Цената“ („Артър Милър“)
- Естанислао Браво в „Почивка в Арко Ирис“ (Димитър Димов)
- Нил в „Еснафи“ (Максим Горки)
- Павел Протасов в „Деца на слънцето“ (Максим Горки)
- Проф. Радев в „Тази малка земя“ (Георги Джагаров)
- Ричард във „Всичко в градината“ (Е. Олби)
- Сергей Голубков в „Бяг“ (Михаил Булгаков)
- даскал Киро в „Опит за летене“ (Йордан Радичков)
- майстор Сол-нес в „Майстор Солнес“ (Хенрик Ибсен)
- Турковски в „Неочакван гост“ (А. Н. Арбузов)
- Чмутин в „Ретро“ (А. Галин)
- капитан Бернардо в „Изобретателната влюбена“ (Лопе де Вега)
- д-р Таланов в „Нашествие“ (Леонид Леонов)
- „Дългият път на деня към нощта“

## Телевизионен театър
- „Ретро“ (1988) (Александър Галин), 2 части
- „Рози за доктор Шомов“ (1984) (от Драгомир Асенов, реж. Димитрина Гюрова и Николай Савов)
- „Клопка“ (1984) (Димитър Начев)
- „Силни времена“ (1980) (Кирил Василев)
- „Болшевики“ (1980) (Михаил Шатров), 2 части
- „Рози за д-р Шомов“ (1973) (Драгомир Асенов), (Втора реализация)
- „Не подлежи на обжалване“ (1973) (Лозан Стрелков)
- „Рожден ден“ (1971) (Драгомир Асенов)
- „Разпаленият въглен“ (1970) (Лозан Стрелков)
- „Всекиму заслуженото“ (1966) (Самуел Альошин)
- „Две тъжни истории за любовта“ (по Антон Павлович Чехов) – Пьотър Сергеевич Кузнецов

## Награди и отличия
- Заслужил артист (1963).
- Народен артист (1970).
- Орден „Кирил и Методий“ I ст. (1963).
- Орден НРБ I ст. (1975).
- Носител на Димитровска награда
- Герой на социалистическия труд на България
- Награда за мъжка роля за (Павел) от пиесата „Амазонката“ на Майските културни тържества (Пловдив, 1968).
- За творчески постижения в телевизията за публицистичното предаване „Човек 1967“.
- Награда за мъжка роля за (Георги Димитров) във филма Народен представител на фестивала на тв филми.
- „Почетен гражданин на Стара Загора“ (1969).

## Филмография
| Година     | Филми и Сериали                        | Серии | Копродукции                                          | Роля                                                                                   |
| ---------- | -------------------------------------- | ----- | ---------------------------------------------------- | -------------------------------------------------------------------------------------- |
| 1985       | Забравете този случай                  |       |                                                      | кмета Сарафов                                                                          |
| 1983       | Константин Философ                     | 6     |                                                      |                                                                                        |
| 1979       | Хора и богове                          | 3     |                                                      | Михаил Рибаков, директор на Института                                                  |
| 1976       | Войници на свободата (Солдаты свободы) | 4     | СССР/България/Унгария/ГДР/Полша/Румъния/Чехословакия | Палмиро Толиати (като Л. Кабакчиев в 1 серия: I)                                       |
| 1969, 1971 | На всеки километър                     | 26    |                                                      | Алексей Вершинин (Альоша)/Назаров в 13 серии                                           |
| 1967       | С пагоните на дявола                   | 5     |                                                      | Фридрих Бьоле, майор от SS/Степан Краснов, съветски разузнавач (в 3 серии: II, III, V) |
| 1964       | 13 дни                                 |       |                                                      | майор Есев                                                                             |
| 1961       | Стръмната пътека                       |       |                                                      | Дамян                                                                                  |
| 1960       | Първи урок                             |       |                                                      | (чете стиховете)                                                                       |
| 1959       | В навечерието (Накануне)               |       | СССР/България                                        | Дмитрий Никанорович Инсаров                                                            |
| 1956       | Ребро адамово                          |       |                                                      | учителят Стефанов                                                                      |
| 1956       | Димитровградци                         |       |                                                      |                                                                                        |
| 1952       | Наша земя                              |       |                                                      | лейтенант Маринов                                                                      |
| 1951       | Утро над родината                      |       |                                                      | Бобчев                                                                                 |